# Tapiraí (São Paulo)
Pour les articles homonymes, voir Tapiraí.
Tapiraí  est une municipalité brésilienne de l'État de São Paulo et la Microrégion de Piedade.